# Українська Бібліотека
«Українська Бібліотека» — видання концерну «Українська Преса» Івана Тиктора у Львові; 1933—1939 кожного місяця видавався 1 том (128 сторін друку, мистецька двобарвна обгортка). Передплата в краю, Чехах, Угорщині й Австрії. Друкувалися літературні твори: передруки й першодруки, мемуари, переклади.
Вийшло 80 книжок; редактор Микола Голубець. Передплатники газети «Наш Прапор» одержували видання «Української Бібліотеки» безкоштовно. До 1937 розійшлося 230 000 книжок.